# Shiner (pel·lícula)
Shiner és un thriller anglès de John Irvin, estrenat el 2000. Ha estat doblat al català.

## Argument
Billy « Shiner » Simpson, un ambiciós organitzador de combats de boxa, es atrapat pel seu passat quan el seu fill Eddie es mort. Shiner busca venjar-se i sospita del seu rival Frank Spedding d'estar implicat en la mort del seu fill.

## Repartiment
- Michael Caine: Billy « Shiner » Simpson
- Martin Landau: Frank Spedding
- Frances Barber: Georgie
- Frank Harper: Jeff « Stoney » Stone
- Andy Serkis: Mel
- Matthew Marsden: Eddie « Golden Boy » Simpson
- Kenneth Cranham: Gibson « Gibbo »